# Dimítrios Thanópoulos
Dimítrios Thanópoulos (grec moderne : Δημήτριος Θανόπουλος) est un lutteur grec spécialiste de la lutte gréco-romaine né le 2 août 1959.

## Biographie
Dimítrios Thanópoulos participe aux Jeux olympiques d'été de 1984 à Los Angeles dans la catégorie des poids moyens et remporte la médaille d'argent.